# Гаркльова (Підкарпатське воєводство)
Гаркльова (пол. Harklowa) — село в Польщі, у гміні Сколишин Ясельського повіту Підкарпатського воєводства.
Населення — 1611 осіб (2011).
У 1975-1998 роках село належало до Кросненського воєводства.

## Демографія
Демографічна структура станом на 31 березня 2011 року:
|          | Загалом | Допрацездатний вік | Працездатний вік | Постпрацездатний вік |
| -------- | ------- | ------------------ | ---------------- | -------------------- |
| Чоловіки | 795     | 157                | 544              | 94                   |
| Жінки    | 816     | 149                | 451              | 216                  |
| Разом    | 1611    | 306                | 995              | 310                  |